# Hvor hurtigt er for hurtigt?
Hvor hurtigt er for hurtigt? er en dansk oplysningsfilm fra 1967, der er instrueret af Ole Roos og Franz Ernst.

## Handling
Menneskets fornemmelse af hastighed er meget relativ.